# 尼勞多尼

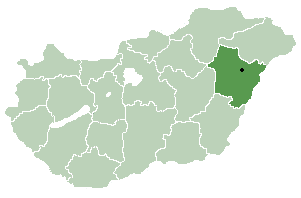

尼勞多尼是匈牙利的城鎮，位於該國東北部，由豪伊杜-比豪爾州負責管轄，面積96.59平方公里，海拔高度90米，2011年人口7,836，其中約七成居民信奉天主教。

## 外部連結
- Official homepage of Nyíradony (Hungarian)
- Information about Nyíradony on 1hungary.com （页面存档备份，存于） (English)

47°41′N 21°55′E / 47.683°N 21.917°E